# Tunstead Milton
Tunstead Milton – wieś w Anglii, w hrabstwie Derbyshire, w dystrykcie High Peak. Leży 55 km na północny zachód od miasta Derby i 236 km na północny zachód od Londynu.